# Mistrzostwa Czech w Lekkoatletyce 2007
38. Mistrzostwa Czech w Lekkoatletyce – zawody lekkoatletyczne, które odbyły się 30 czerwca i 1 lipca 2007 na stadionie „na Lesní” w Trzyńcu.

## Rezultaty

### Mężczyźni
| Konkurencja:                  | Złoto                                                                | Wynik    | Srebro                                                           | Wynik    | Brąz                                                                     | Wynik    |
| Bieg na 100 m                 | Rostislav Šulc                                                       | 10,72    | Libor Žilka                                                      | 10,80    | Petr Daněček                                                             | 10,93    |
| Bieg na 200 m                 | Jiří Vojtík                                                          | 21,01    | Vojtěch Šulc                                                     | 21,08    | Jan Schiller                                                             | 21,22    |
| Bieg na 400 m                 | Rudolf Götz                                                          | 46,94    | Marek Hrubý                                                      | 47,38    | Petr Klofáč                                                              | 47,52    |
| Bieg na 800 m                 | Richard Svoboda                                                      | 1:53,89  | Petr Ondroušek                                                   | 1:53,92  | Martin Hošek                                                             | 1:54,66  |
| Bieg na 1500 m                | Václav Janoušek                                                      | 3:47,89  | Vladimír Bartůněk                                                | 3:49,03  | Roman Hurtík                                                             | 3:49,31  |
| Bieg na 5000 m                | Jan Polášek                                                          | 15:01,65 | Milan Kocourek                                                   | 15:04,57 | Jan Bláha                                                                | 15:05,04 |
| Bieg na 10 000 m              | Pavel Faschingbauer                                                  | 30:18,52 | Jan Bláha                                                        | 30:31,65 | Tomáš Blaha                                                              | 30:39,65 |
| Bieg uliczny na 10 km         | Jan Kreisinger                                                       | 31:13    | Vít Pavlišta                                                     | 31:58    | Daniel Fekl                                                              | 32:09    |
| Bieg przełajowy na 4 km       | Zdeněk Medlík                                                        | 13:24    | Petr Mikulenka                                                   | 13,30    | Jan Polášek                                                              | 13:36    |
| Bieg przełajowy na 10 km      | Milan Kocourek                                                       | 33,59    | Róbert Štefko                                                    | 34:06    | Jan Kreisinger                                                           | 34:32    |
| Bieg górski                   | Jan Havlíček                                                         | 35:53    | Martin Frei                                                      | 36,23    | Ondřej Horák                                                             | 35:40    |
| Półmaraton                    | Róbert Štefko                                                        | 1:10:15  | Pavel Brýdl                                                      | 1:10:38  | Jan Havlíček                                                             | 1:11:11  |
| Maraton                       | Pavel Faschingbauer                                                  | 2:18:55  | Pavel Novák                                                      | 2:23:38  | Leoš Pelouch                                                             | 2:26:25  |
| Bieg na 110 m przez płotki    | Petr Svoboda                                                         | 13,80    | Stanislav Sajdok                                                 | 13,98    | Michal Krejčí                                                            | 14,62    |
| Bieg na 400 m przez płotki    | Jindřich Šimánek                                                     | 50,49    | Michal Uhlík                                                     | 50,66    | Tomáš Matyska                                                            | 52,45    |
| Bieg na 3000 m z przeszkodami | Petr Mikulenka                                                       | 8:55,94  | Jiří Miler                                                       | 9:04,07  | Zdeněk Hejduk                                                            | 9:04,69  |
| Sztafeta 4 × 100 m            | Slavia Praha Ondřej Kozlovský Jan Schiller Rudolf Götz Jan Stokláska | 40,32    | Olymp Praha Libor Žilka Jiří Vojtík Petr Svoboda Jaroslav Šmotek | 40,43    | Spartak Praha 4 Jan Feher Rostislav Šulc Vojtěch Šulc Ondřej Benda       | 40,51    |
| Sztafeta 4 × 400 m            | Slavia Praha Jindřich Šimánek Michal Uhlík Josef Prorok Rudolf Götz  | 3:08,55  | Olymp Praha Marek Hrubý Tomáš Matyska Petr Klofáč Jiří Vojtík    | 3:09,48  | Slavia Praha B Petr Šarapatka Jaromír Odvárka Tomáš Pelc Miroslav Kaplan | 3:16,40  |
| Chód na 20 km                 | Miloš Holuša                                                         | 1:32:04  | Jiří Malysa                                                      | 1:33:08  | Roman Bílek                                                              | 1:33:12  |
| Chód na 50 km                 | Miloš Holuša                                                         | 4:15:40  | Roman Bílek                                                      | 4:22:36  | Antonín Kozelka                                                          | 4:52:54  |
| Skok wzwyż                    | Tomáš Janků                                                          | 2,30     | Jaroslav Bába                                                    | 2,24     | Svatoslav Ton                                                            | 2,24     |
| Skok o tyczce                 | Michal Balner                                                        | 5,60     | Jan Kudlička                                                     | 5,60     | Štěpán Janáček                                                           | 5,25     |
| Skok w dal                    | Roman Novotný                                                        | 7,98     | Štěpán Wagner                                                    | 7,63     | Martin Vachata                                                           | 7,57     |
| Trójskok                      | Petr Hnízdil                                                         | 16,16    | Petr Lampart                                                     | 15,30 w  | Ondřej Hanuš                                                             | 15,19    |
| Pchnięcie kulą                | Petr Stehlík                                                         | 19,18    | Antonín Žalský                                                   | 18,57    | Remigius Machura                                                         | 18,16    |
| Rzut dyskiem                  | Libor Malina                                                         | 58,97    | Antonín Žalský                                                   | 57,84    | Igor Gondor                                                              | 55,58    |
| Rzut młotem                   | Lukáš Melich                                                         | 72,01    | Vladimír Maška                                                   | 69,77    | Dušan Král                                                               | 68,15    |
| Rzut oszczepem                | Miroslav Guzdek                                                      | 75,09    | Vítězslav Veselý                                                 | 71,48    | Tomáš Krámský                                                            | 67,42    |
| Dziesięciobój                 | Pavel Baar                                                           | 7047     | Adam Formánek                                                    | 6900     | Jakub Chomár                                                             | 6741     |

### Kobiety
| Konkurencja:                  | Złoto                                                                      | Wynik    | Srebro                                                                         | Wynik    | Brąz                                                                                   | Wynik    |
| Bieg na 100 m                 | Pavlína Vostatková                                                         | 11,94    | Kristina Bažatová                                                              | 12,02    | Iveta Mazáčová                                                                         | 12,03    |
| Bieg na 200 m                 | Štěpánka Klapáčová                                                         | 23,76    | Martina Dostálová                                                              | 24,23    | Pavlína Vostatková                                                                     | 24,30    |
| Bieg na 400 m                 | Jitka Bartoničková                                                         | 53,70    | Drahomíra Eidrnová                                                             | 53,97    | Eva Follnerová                                                                         | 54,43    |
| Bieg na 800 m                 | Alena Rücklová                                                             | 2:08,92  | Veronika Mráčková                                                              | 2:09,26  | Lenka Kalábová                                                                         | 2:10,94  |
| Bieg na 1500 m                | Marcela Lustigová                                                          | 4:25,15  | Tereza Čapková                                                                 | 4:25,85  | Lucie Sárová                                                                           | 4:27,01  |
| Bieg na 5000 m                | Petra Kamínková                                                            | 16:18,23 | Lucie Müllerová                                                                | 16:53,22 | Monika Preibischová                                                                    | 17:04,11 |
| Bieg na 10 000 m              | Petra Kamínková                                                            | 35:51,37 | Ivana Sekyrová                                                                 | 36:33,04 | Irena Petříková                                                                        | 36:40,55 |
| Bieg uliczny na 10 km         | Petra Kamínková                                                            | 35:28    | Vendula Frintová                                                               | 36:44    | Ivana Sekyrová                                                                         | 37:13    |
| Bieg przełajowy na 6 km       | Lenka Všetečková                                                           | 23:36    | Ivana Sekyrová                                                                 | 23:49    | Taťána Metelková                                                                       | 23:54    |
| Bieg górski                   | Marta Vlčovská                                                             | 43:38    | Taťána Metelková                                                               | 44:50    | Ivana Sekyrová                                                                         | 45:02    |
| Półmaraton                    | Ivana Sekyrová                                                             | 1:19:48  | Pavla Matyášová                                                                | 1:20:19  | Taťána Metelková                                                                       | 1:22:25  |
| Maraton                       | Veronika Brychcinová                                                       | 2:40:50  | Petra Havlová                                                                  | 3:05:44  | Anna Báčová                                                                            | 3:06:10  |
| Bieg na 100 m przez płotki    | Michaela Hejnová                                                           | 13,97    | Aneta Pecnová                                                                  | 14,30    | Jana Korešová                                                                          | 14,32    |
| Bieg na 400 m przez płotki    | Zuzana Bergrová                                                            | 57,83    | Aneta Pecnová                                                                  | 60,02    | Lenka Švábíková                                                                        | 60,15    |
| Bieg na 3000 m z przeszkodami | Kateřina Pecháčková                                                        | 10:37,91 | Ivana Sekyrová                                                                 | 10:44,68 | Lucie Křížová                                                                          | 10:56,12 |
| Sztafeta 4 × 100 m            | Olymp Praha Iveta Mazáčová Martina Dostálová Jana Branišová Marie Burešová | 45,75    | USK Praha Zuzana Bičíková Pavlína Humpolíková Kristina Bažatová Tereza Trčková | 46,25    | Sokol SG Plzeň-Petřín Lucie Fraňková Lenka Lepičová Lenka Švábíková Pavlína Vostatková | 47,32    |
| Sztafeta 4 × 400 m            | –                                                                          | –        | –                                                                              | –        | –                                                                                      | –        |
| Chód na 20 km                 | Barbora Dibelková                                                          | 1:43:14  | Zuzana Schindlerová                                                            | 1:43:41  | Lucie Pelantová                                                                        | 1:47:55  |
| Skok wzwyż                    | Romana Dubnova                                                             | 1,93     | Iva Straková                                                                   | 1,91     | Barbora Laláková                                                                       | 1.88     |
| Skok o tyczce                 | Kateřina Baďurová                                                          | 4,60     | Pavla Rybová                                                                   | 4,50     | Romana Maláčová                                                                        | 4,20     |
| Skok w dal                    | Denisa Ščerbová                                                            | 6,56     | Kateřina Líbalová                                                              | 6,31     | Zuzana Bičíková                                                                        | 6,20     |
| Trójskok                      | Martina Darmovzalová                                                       | 13,84    | Iva Vedralová                                                                  | 13,18    | Lucie Kohútová                                                                         | 12,92    |
| Pchnięcie kulą                | Jana Kárníková                                                             | 15,54    | Lucie Vrbenská                                                                 | 15,33    | Kamila Hlaváčová                                                                       | 15,04    |
| Rzut dyskiem                  | Věra Cechlová                                                              | 61,19    | Milena Bečičková                                                               | 49,70    | Eliška Staňková                                                                        | 49,54    |
| Rzut młotem                   | Lenka Ledvinová                                                            | 62,08    | Lucie Vrbenská                                                                 | 61,44    | Jana Hyjánková                                                                         | 61,20    |
| Rzut oszczepem                | Barbora Špotáková                                                          | 58,17    | Jarmila Klimešová                                                              | 55,84    | Nikola Ogrodníková                                                                     | 49,19    |
| Siedmiobój                    | Michaela Hejnová                                                           | 5618     | Nikola Ogrodníková                                                             | 5478     | Jana Korešová                                                                          | 5462     |